# Санта Луча (Пиза)
Санта Луча је насеље у Италији у округу Пиза, региону Тоскана.
Према процени из 2011. у насељу је живело 729 становника. Насеље се налази на надморској висини од 16 м.